# Guerra de Java
Guerra de Java ou Guerra de Diponegoro travou-se entre 1825 e 1830.

## História
Tomada pelos holandeses aos enfraquecidos colonos portugueses e espanhóis no século XVII, a Insulíndia será uma das bases mais importantes do estabelecimento holandês no Índico. Ao abrir o século XIX, a história destas colónias é atribulada, devido à evolução política europeia durante o período napoleónico, altura em que a Holanda esteve eufeudada à França. Por esse motivo, não admira que os ingleses se tenham querido apoderar dessas possessões. Contudo, os tratados de 1814, 1815 (e, mais tarde, 1842) confirmam a posse holandesa das mesmas. Até ao final do século XVII, estas colónias, de carácter mais comercial que político, foram governadas (como sucedeu em muitos pontos dos impérios neerlandês e inglês) pela Companhia das Índias Orientais, cuja administração, gananciosa e tirânica, suscitou revoltas dos indígenas, particularmente em Java, e recriminações por parte dos colonos. Entretanto, após uma enorme bancarrota, a Companhia viu-se na contingência de entregar esses direitos ao Governo neerlandês.
Durante o governo de Luís Bonaparte, rei da Holanda, o governador-geral Herman Willem Daendels, "o Marechal de Ferro", restabeleceu a ordem em Java e legislou sobre a economia, encorajando e regulamentando as culturas; a sua obra foi interrompida temporariamente pelo domínio inglês (1811-1816). O seu sucessor na administração colonial, o governador-geral Johannes Van Den Bosch (1770-1844), ampliou essa política de imposição de "culturas forçadas".
Às suas intenções, aproveitadas pelos comerciantes ingleses para levantar a população, reagiram violentamente os príncipes indígenas, revoltando-se em 1825. A rebelião foi violentamente dominada e Van Den Bosch pôde levar a cabo os seus projetos. Mais de um quinto do solo passa a ser obrigatória e exclusivamente cultivado por culturas reclamadas pelo mercado europeu: café, tabaco, açúcar, canela, chá, pimenta e índigo.
Java cobriu-se de plantações magníficas que enriqueceram a Holanda, mas reduziram os indígenas à servidão e à fome. A constatação desta miséria levou, anos depois, à abolição deste sistema.
Estima-se que tenham morrido cerca de 200 mil pessoas durante o conflito 8000 eram holandeses.